# Estêvão de Taraunitis
Estêvão de Taraunitis (em armênio: Ստեփանոս Տարոնեցի; romaniz.: Stépanos Taronetsi), ou o Cantor e o Contador de Histórias (em armênio/arménio: Ասողիկ; romaniz.: Asogik; as vezes transliterado Asolik) foi um historiador armênio do final do século X e começo do XI. Foi o autor de uma história universal.

## Vida e obra
Estêvão é, como o próprio nome sugere, originário de Taraunitis, um cantão da província histórica armênia de Turuberânia e viveu nos século X-XI. Educado em Ani, a capital bagrátida, se tornou um renomado autor; de acordo com Gregório Magistro, teve uma vida longa.
Considerado uma fonte fiável, Estêvão é conhecido principalmente por sua história universal, encomendada pelo católico de todos os armênios Sérgio I de Sevã. Sua obra divide-se em três livros: o primeiro começa com a criação e se estende até o final do século III; o segundo abrange do reinado de Tirídates III (r. 286–330) e termina com o acesso ao reinado de Asócio I em 884; o terceiro continua até 1004, durante o reinado de Cacício I (r. 989–1020). Este último livro, incluindo os 75 últimos anos constitui uma contribuição original de Estêvão, e um "documento único" do século X armênio e bizantino.